# Achelia latifrons
Achelia latifrons là một loài nhện biển trong họ Ammotheidae. Loài này thuộc chi Achelia. Achelia latifrons được miêu tả khoa học năm 1904 bởi Cole.